# Antepipona plurimaculata
Antepipona plurimaculata är en stekelart som beskrevs av Giordani Soika 1971. Antepipona plurimaculata ingår i släktet Antepipona och familjen Eumenidae. Inga underarter finns listade i Catalogue of Life.